# Косевич Євген
Євген Косевич (* 1876, Галичина — † 1914, Львів?) — український громадсько-політичний діяч Галичини, адвокат.
Навчався у Львівському університеті. Разом з Михайлом Галущинським, Володимиром Темницьким та іншими студентами з 1899 домагався заснування Українсько-Руського університету у Львові .
Був серед засновників і співробітників місячника «Молода Україна» (1900–1903). 
Апогеєм боротьби «Молодої України» за український університет стало віче українських студентів 19 листопада 1901 року, яке завершилося походом вулицями міста зі співами «Ще не вмерла Україна» та «Не пора». За це ректорат Львівського університету схвалив рішення виключити Володимира Темницького та Євгена Косевича (організаторів виступів) з університету. У відповідь 583 студенти заявили про припинення навчання у Львівському університеті (загалом у цьому закладі тоді навчалося близько 1400 юнаків; у літературі згадана акція відома як «сецесія») .
Один із засновників Української соціал-демократичної партії.
Ні в УРЕ, ні в УЛЕ не представлений.